# Prälatur Santa Lucia del Mela

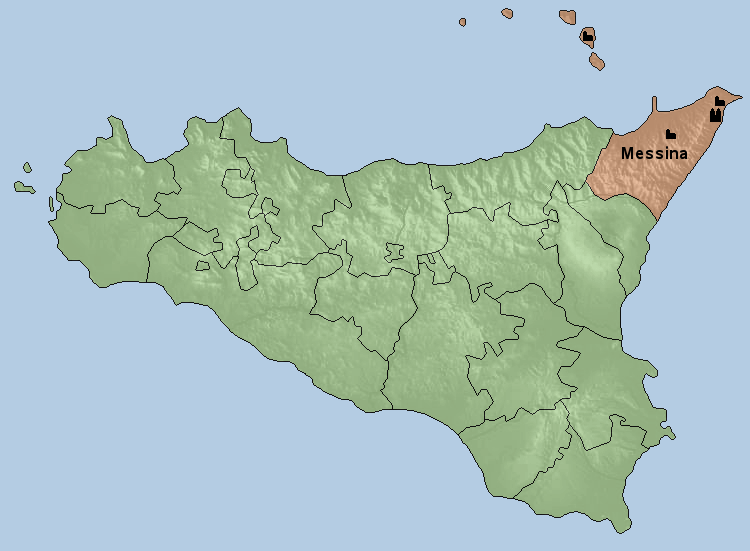
Karte des Erzbistums Messina-Lipari-Santa Lucia del Mela

Die Prälatur Santa Lucia del Mela war eine auf Sizilien gelegene Praelatura Nullius der römisch-katholischen Kirche in Italien.

## Geschichte
Gegründet wurde die Prälatur Santa Lucia del Mela 1206 durch Friedrich II., der als König von Sizilien die Apostolische Legation besaß, d. h. die Vollmacht, kirchliche Jurisdiktionsbezirke zu gründen und Bischöfe einzusetzen. Als Praelatura Nullius war sie keinem Bischof, sondern direkt dem Heiligen Stuhl unterstellt. Der erste Prälat der Prälatur war Gregorius.
1986 wurde die Prälatur Santa Lucia del Mela gemeinsam mit dem Bistum Lipari dem Erzbistum Messina eingegliedert, das seitdem Erzbistum Messina-Lipari-Santa Lucia del Mela heißt. Die Kathedrale  Maria Santissima Assunta in Santa Lucia del Mela ist seitdem Konkathedrale des Erzbistums. Der letzte eigenständige Bischof der Prälatur Santa Lucia del Mela war Ignazio Cannavò (ab 1976), der auch Erzbischof von Messina (ab 1977) und Bischof von Lipari (ab 1977) war.